# Guerra da Independência da Somalilândia
A Guerra da Independência da Somalilândia (somali:  Dagaalkii Xoreynta Soomaaliland) foi uma rebelião travada pelo Movimento Nacional Somali contra a junta militar governante no norte da Somália que era liderada pelo General Siad Barre que durou desde a sua fundação em 6 de abril de 1981 e terminou em 18 de maio de 1991, quando o Movimento Nacional Somali proclamou o que constituiria então o norte da Somália independente como República da Somalilândia. O conflito serviu como o teatro principal da mais ampla Rebelião Somali que começou em 1978. O conflito ocorreu em resposta às duras políticas decretadas pelo regime de Barre contra o principal clã familiar no norte da Somália, os Isaaq, incluindo uma declaração de guerra econômica. Essas políticas severas entraram em vigor logo após a conclusão da desastrosa Guerra de Ogaden em 1978.
Durante o conflito entre as forças do Movimento Nacional Somali e do Exército Somali, a campanha genocida do governo somali contra os Isaaq ocorreu entre maio de 1988 e março de 1989, com objetivos explícitos de lidar com o "problema Isaaq", Barre ordenou o bombardeamento com artilharia e bombardeio aéreo das principais cidades do noroeste e a destruição sistemática de moradias, assentamentos e pontos de água dos Isaaq. O regime de Siad Barre tinha como alvo os membros civis do grupo Isaaq especificamente, especialmente nas cidades de Hargeisa e Burao e, para esse fim, empregou o uso de ataques com artilharia e de bombardeio aéreo indiscriminado contra as populações civis pertencentes ao clã Isaaq.